# Erwin Kremers
Erwin Kremers (ur. 24 marca 1949 w Mönchengladbach) – niemiecki piłkarz, występował na pozycji napastnika. Brat-bliźniak Helmuta Kremersa, także piłkarza.

## Kariera klubowa
Kremers pochodzi z Mönchengladbach. Karierę piłkarską rozpoczął w tamtejszej Borussii Mönchengladbach. W 1967 roku awansował do kadry pierwszej drużyny prowadzonej przez Hennesa Weisweilera i 20 kwietnia 1968 zadebiutował w pierwszej lidze niemieckiej w wygranym 4:1 domowym spotkaniu z Hamburger SV. Z Borussią jako rezerwowy zajął 3. miejsce i osiągnięcie to powtórzył także w sezonie 1968/1969.
Latem 1969 roku Kremers odszedł z Mönchengladbach do Kickers Offenbach. Przez rok był występował w Regionallidze i jako podstawowy zawodnik przyczynił się do awansu klubu do pierwszej ligi. W niej w barwach Kickers grał jeszcze przez jeden sezon zdobywając 11 goli. W sierpniu 1970 osiągnął z Kickers inny sukces - zdobył Puchar Niemiec, dzięki zwycięstwu 2:1 w finale nad 1. FC Köln.
W 1971 roku Kremers ponownie zmienił barwy klubowe i przeszedł do FC Schalke 04, w którym występował wraz z bratem Helmutem. Swoje pierwsze spotkanie w barwach Schalke rozegrał 14 sierpnia 1971 w wygranym 5:1 wyjazdowym spotkaniu z Hannoverem 96. W 1972 roku zdobył z Schalke swój drugi w karierze Puchar Niemiec (5:0 w finałowym meczu z 1. FC Kaiserslautern) oraz wywalczył wicemistrzostwo kraju. W 1977 roku został wicemistrzem Bundesligi. W 1979 roku zakończył piłkarską karierę z powodu kontuzji, a łącznie w Schalke rozegrał 212 meczów oraz zdobył 50 goli.
| Sezon   | Klub                     | Kraj | Rozgrywki    | Mecze | Bramki |
| ------- | ------------------------ | ---- | ------------ | ----- | ------ |
| 1967/68 | Borussia Mönchengladbach | RFN  | Bundesliga   | 5     | 1      |
| 1968/69 | Borussia Mönchengladbach | RFN  | Bundesliga   | 19    | 0      |
| 1969/70 | Kickers Offenbach        | RFN  | Regionalliga | 33    | 7      |
| 1970/71 | Kickers Offenbach        | RFN  | Bundesliga   | 25    | 11     |
| 1971/72 | FC Schalke 04            | RFN  | Bundesliga   | 33    | 6      |
| 1972/73 | FC Schalke 04            | RFN  | Bundesliga   | 34    | 10     |
| 1973/74 | FC Schalke 04            | RFN  | Bundesliga   | 33    | 9      |
| 1974/75 | FC Schalke 04            | RFN  | Bundesliga   | 31    | 4      |
| 1975/76 | FC Schalke 04            | RFN  | Bundesliga   | 32    | 11     |
| 1976/77 | FC Schalke 04            | RFN  | Bundesliga   | 24    | 7      |
| 1977/78 | FC Schalke 04            | RFN  | Bundesliga   | 21    | 2      |
| 1978/79 | FC Schalke 04            | RFN  | Bundesliga   | 4     | 1      |

## Kariera reprezentacyjna
W reprezentacji RFN Kremers zadebiutował 26 maja 1972 w wygranym 4:1 w towarzyskim meczu ze Związkiem Radzieckim. W tym samym roku został powołany przez selekcjonera Helmuta Schöna na Euro 72. Tam wystąpił we dwóch spotkaniach: wygranym 2:1 półfinale z Belgią oraz 3:0 finale ze Związkiem Radzieckim. W kadrze narodowej grał do 1974 roku, ale nie powołano go na mistrzostwa świata 1974. Ogółem rozegrał w niej 15 meczów i zdobył 3 gole.